# Collentis
Collentis är ett släkte av steklar som beskrevs av Heydon 1992. Collentis ingår i familjen puppglanssteklar.
Kladogram enligt Catalogue of Life och Dyntaxa:
| Collentis | \| \| Collentis latipennis \| \| \| \| \| \| Collentis suecicus \| \| \| \| |
|           | \| \| Collentis latipennis \| \| \| \| \| \| Collentis suecicus \| \| \| \| |
|           | Collentis latipennis                                                        |
|           |                                                                             |
|           | Collentis suecicus                                                          |
|           |                                                                             |